# 기동함대
기동함대사령부(機動艦隊司令部, Naval Task Fleet Command)은 국방개혁 2020 계획에 의거하여 2010년 2월 1일에 창설된 대한민국 해군의 기동 함대이다. 제주특별자치도 서귀포시에 있는 제주 해군기지에 주둔하며 임무 수행시 상황에 따라 독도함, 잠수함, 군수지원함, P-3C 해상초계기 등의 지원도 받는다.

## 역사

### 전대 시기
1960년, 제11전대로 창설되었다.
1986년 2월 1일, 제5성분전단 산하 제51대잠전대로 개편되었다.
2007년, 제51기동전대로 개편되었다.

### 제7기동전단
2010년 2월 1일 부산 해군기지에서 이지스함 세종대왕함과 충무공 이순신급 구축함 6척 주축으로 제7기동전단으로 창설되었다.
2015년 12월 1일, 제주 해군기지에 제주기지전대가 창설되면서 제7기동전단이 제주 해군기지로 이전을 하게 되었고 22일에 이전을 완료하였다. 이를 통해서 제주도 남방 대륙붕 제7광구와 이어도 해양과학기지에서 발생할 해상분쟁시 신속작전이 가능해졌다.

### 기동함대
2025년 2월 1일, 기동함대로 개편되었다.

## 구조
| - 제71기동전대 - 제72기동전대 - 제73기동전대 - 제77기동군수전대 - 제주기지전대 | 세종대왕급 구축함 3척, 충무공이순신급 구축함 6척으로 구성되어 있다. - DDG-991 세종대왕 - DDG-992 율곡이이 - DDG-993 서애류성룡 - DDG-995 정조대왕 - DDH-975 충무공이순신 - DDH-976 문무대왕 - DDH-977 대조영 - DDH-978 왕건 - DDH-979 강감찬 - DDH-981 최영 |

## 기록

### 소속
1. 한국함대; 1960년
2. 제5성분전단; 1986년 2월 1일
3. 해군작전사령부; 2010년 2월 1일

### 계보
- 1960년, 제11전대
- 1986년 2월 1일, 제51대잠전대
- 2007년, 제51기동전대
- 2010년 2월 1일, 제7기동전단
- 2025년 2월 2일, 기동함대

## 같이 보기
- 66기동함대